# Norman NAC-1 Freelance
Norman NAC-1 Freelance (BN-3 Nymph) – wielozadaniowy samolot brytyjski konstrukcji Desmonda Normana, jednego ze współzałożycieli wytwórni Britten Norman.

## Konstrukcja
Freelance jest udoskonaloną wersją samolotu BN-3 Nymph, zaprojektowaną i zbudowaną przez firmę NDN Aircraft Ltd. Jest to jednosilnikowy, całkowicie metalowy górnopłat, który obok jednego pilota może zabierać na pokład troje pasażerów. Dwudzielne skrzydło z klapami i lotkami o obrysie prostokątnym, z niewielkim wzniosem (1,5°), podparte dwoma zastrzałami. W skrzydłach znajdują się dwa zbiorniki paliwa o pojemności 277 dm³. W celu ułatwienia hangarowania skrzydła można składać wzdłuż kadłuba do tyłu. Klasyczne usterzenie wolnonośne o obrysie trapezowym. Kadłub o konstrukcji półskorupowej. Podwozie stałe z przednim podparciem, na kołach zamontowane owiewki. Samolot może pełnić funkcję turystyczne, agrolotnicze (w tym celu można pod kadłubem podwieszać zbiornik na chemikalia oraz belki opryskujące), holować szybowce. Maszyna może startować i lądować na nieutwardzonych lotniskach gruntowych.